# Oogvleklieveheersbeestje
Het oogvleklieveheersbeestje (Anatis ocellata) is een kever uit de familie van de lieveheersbeestjes (Coccinellidae). De wetenschappelijke naam van de soort werd in 1758 als Coccinella ocellata gepubliceerd door Carl Linnaeus in de tiende editie van Systema naturae.

## Kenmerken
Dit ongeveer 8 millimeter lange lieveheersbeestje is een van de grootste soorten lieveheersbeestjes in Nederland en België. De kever is vanwege het grote formaat en met name het kleurpatroon makkelijk te herkennen. De kleur is rood tot oranje met op ieder dekschild tien kleine zwarte, duidelijk geelomzoomde vlekken, er is weinig variatie. Soms ontbreken de zwarte vlekken, en zijn alleen de gele cirkels te zien, of zijn vlekken samengesmolten. Ook kan het aantal vlekken variëren. Het halsschild heeft een kenmerkende witte vlektekening aan de randen. Op de kop zitten twee kleine gele vlekken.
De larve is langwerpig driehoekig van vorm, zwart van kleur en de bovenzijde draagt regelmatige rijen zwarte stekels. Op ongeveer het midden van het lichaam zitten gele vlekjes en stekeltjes. Bij de kop zit een grotere gele vlek.

## Leefwijze
Het oogvleklieveheersbeestje leeft als larve en volwassen kever van bladluizen en andere kleine insecten of van de larven daarvan. De soort heeft een voorkeur voor naaldbossen, waar voornamelijk gejaagd wordt op blad- en schildluizen die op sparren leven. In Nederland wordt de kever soms massaal aangetroffen op stranden.

## Verspreiding
De soort komt voor in Europa en Noord-Azië.

## Synoniemen
- Coccinella hebraea Linnaeus, 1758[5]
- Coccinella sexlineata Fabricius, 1781[5]
- Coccinella oblongopunctata Fabricius, 1787[5]
- Coccinella moscovica Gmelin, 1790[5]
- Coccinella boeberi Cederjhelm, 1798[5]

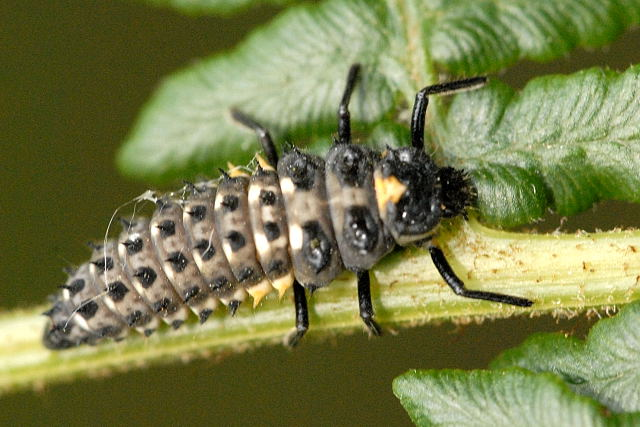
Larve